# The Long Walk Home (1990)
The Long Walk Home is een Amerikaanse film van Richard Pearce die werd uitgebracht in 1990.

## Verhaal
De film speelt zich af in Montgomery, Alabama tijdens de Montgomery-busboycot en vertelt het verhaal van Odessa Cotter, een Afro-Amerikaanse meid, die werkt bij de rijke blanke vrouw Miriam Thompson. Het verhaal wordt verteld vanuit het standpunt van Miriams dochter Mary Catherine, waarvoor Odessa kindermeid is. Odessa en haar familie worden geconfronteerd met alle typische sociale problemen van zwarte Amerikanen: armoede, racisme, geweld en discriminatie op basis van hun huidskleur. 
Wanneer door de busboycot Odessa niet met de bus naar haar werk kan, wordt zij verplicht de weg te voet af te leggen. Haar werkgeefster Miriam Thompson stelt haar voor om haar twee dagen per week te vervoeren, zodat zij op tijd kan komen en de gevolgen van de "lange weg naar huis" kan vermijden. Maar de boycot houdt aan. De spanningen groeien en Odessa naar haar werk vervoeren wordt een probleem voor de blanke vooraanstaande leden van de gemeenschap en voor Miriams echtgenoot. 
Miriam wordt geconfronteerd met de keuze tussen doen wat zij denkt dat goed is of toegeven aan de druk van haar man en haar vrienden. Na een gevecht met haar man, besluit Miriam haar hart te volgen en wordt zij actief in een groep carpoolers voor andere arbeiders zoals Odessa. In de emotionele slotscène van de film, sluiten Miriam en Mary Catherine zich aan bij Odessa en andere actievoerders.

## Cast
| Acteur            | Personage       |
| ----------------- | --------------- |
| Sissy Spacek      | Miriam Thompson |
| Whoopi Goldberg   | Odessa Cotter   |
| Dwight Schultz    | Norman Thompson |
| Ving Rhames       | Herbert Cotter  |
| Dylan Baker       | Tunker Thompson |
| Erika Alexander   | Selma Cotter    |
| Lexi Randall      | Mary Catherine  |
| Richard Habersham | Theodore Cotter |
| Jason Weaver      | Franklin Cotter |
| Crystal Robbins   | Sara Thompson   |
| Cherene Snow      | Claudia         |
| Chelcie Ross      | Martin          |
| Dan Butler        | Charlie         |
| Philip Sterling   | Winston         |
| Schuyler Fisk     | Judy            |